# Харківський інститут труда
Харківський інститут труда (Всеукраїнський інститут праці, Всеукраїнський інститут труда) — науково-дослідна установа, що діяла у Харкові у 1921—1930 рр. Проводив піонерські дослідження в області вивчення психології інтелекту, застосування математично-статистичних методів та обчислювальних машин для обробки статистичної інформації, організації промислового та сільськогосподарського виробництва, оптимізації робочих та управлінських процесів у кооперативних, державних та промислових установах й закладах. Один із провідних центрів руху за наукову організацію праці (НОП) у ранньому СРСР.

## Історія
Харківський інститут праці (ХІП) був створений рішенням РНК УРСР «Про заснування Інституту наукового вивчення праці» у 1921 р. за ініціативою невеличкого гуртка ентузіастів, серед яких ключову роль відігравали Ф. Р. Дунаєвський, М. Ю. Сиркін, А. Ю. Лапін. У радянській пресі та публіцистиці 1920-х рр. інститут розглядався як один із центрів руху за Наукову організацію праці (НОП). Засновники інституту були натхненні ідеями вдосконалити організацію народної праці та підвищити продуктивність господарства «в 10 разів порівняно із допройновою та в 30 разів порівняно з поточною». Інститут сприймався як організаційний майданчик, де будуть залучені «наукові сили» та де для зацікавлених спеціалістів будуть створені умови для результативної дослідницької роботи.
Спочатку інститут діяв як громадська ініціатива, отримуючи фінансування від Південного бюро ВЦСПС. Розташовувався інститут у будівлі за адресою Госпітальний пров., 3. Первинні виділені кошти дозволили інституту придбати велику кількість найновішої зарубіжної літератури та створити велику бібліотеку з публікаціями про організацію виробництва і управління, сучасними математико-статистичними методами, психологією праці та теорією інтелекту. До 1924 р. в бібліотеці інституту було 6718 видань, і була сформована наукова картотека.
У 1922 р. діяльність інституту переживає певну паузу у зв'язку з передачею його під керівництво Наркомпросу УРСР і нестачею фінансування.
У 1923 р. інститут провів конкурс на заміщення вакантних посад наукових співробітників — дослідників. При цьому використовувалися як стандартні тести інтелекту, так і власні розробки інституту для оцінки творчих здібностей претендентів. Серед десяти конкурсантів, які були прийняті на роботу в інститут, був О. Г. Ліберман.
У 1924 р. інституту вдалося отримати фінансування для закупівлі сучасної техніки — рахунково-аналітичних машин «пауерс». Була створена та оснащена обчислювальна станція, яка обслуговувала лабораторії інституту. Це дало можливість обробляти масові статистичні дані, зокрема матеріали масових тестувань інтелекту, первинні матеріали обстеження виробничих та фінансових установ.
У середині 1920-х рр. інститут висуває ряд проектів, спрямованих на реформування народної освіти в Україні, реорганізацію податкового обліку, створення, заснованих на тракторній техніці, ефективних аграрних підприємств, організацію, заснованих на новаторських формах виробничого обліку, госпрозрахункових схем на промислових підприємствах. Пропозиції не знаходять підтримки з боку радянських організацій. Частина з них оцінюється як політично неприйнятні. Частина зіткнулася з опором інтересів груп, задоволених існуючим станом речей, або, навпаки, не знаходить розуміння у керівництва, орієнтованого на звичайні робочі схеми. Тривале протистояння, під час якого інститут намагався спиратися на підтримку НК РСІ, у більшості випадків не мало позитивного результату. Ключові пропозиції інституту не були реалізовані.
У 1930 р., під час розгрому руху НОТ, радянська влада реорганізує інститут. Він був перетворений на Всеукраїнський інститут раціоналізації управління, частина інституту була приєднана до Інституту патології та гігієни праці. Керівництво інституту було зміщено, ключові співробітники покинули новосформовані організації.

## Структура
Протягом своєї діяльності інститут зберігав засади самоврядування. Керував інститутом президіум, який очолювався протягом існування інституту Ф. Р. Дунаєвським. У структурі інституту діяли бібліотека, наукова картотека, машинорахункова станція, лабораторії психодинаміки (керівник М. Ю. Сиркін) та організаційного аналізу (керівник О. Г. Ліберман). Відділи секції створювались за напрямами досліджень.

## Дослідницькі роботи

### Обстеження умов праці промислових підприємств Харкова
Програма обстеження умов праці та розвитку промислових підприємств Харківа була розроблена у 1921 р. за інтересами Південного бюро ВЦРПС, з яким інститут співпрацював у той час. Інститут намагався залучити до роботи харківських фахівців, інженерів та вчених. Вивчалися проведені на заводах ХПЗ та ВЕК інженерами Капеллером та Сахаровим досліди з наукової організації праці. З УСНГ та ХСНГ було погоджено проект створення під керівництвом проф. Свищова та інженера Котельникова дослідного заводу. Інститут наполегливо намагався залучити до співпраці залишки Медичного товариства, Товариства грамотності, Асоціації інженерів, а також фахівців Наркомпросу, ВСНГ, Південного бюро ВЦРПС. Проводилися консультації про залучення до Харкова спеціалістів-психологів з Москви. На заводах ХПЗ, «Серп і Молот», Електросила в цехах по гарячій обробці металу були піддані медико-антропологічному дослідженню понад 1300 робітників. У литечних цехах були охоплені до 80 % литейників міста. Була складена санітарно-гігієнічна характеристика професій литеїного виробництва, було зроблено докладний опис процесу роботи для кожної професії. Дані були піддані статистичній обробці. Було запропоновано ряд заходів з охорони праці та складені професіографічні характеристики, які мали стати основою для нових методик професійного відбору робітників.

### Психодинаміка (дослідження обдарованості)
Роботи у напрямку дослідження обдарованості та інтелекту розгорталися, здається, в інтересах Наркомпроса УРСР, до відання якого інститут був переданий у 1922 р. Роботи проводилися під керівництвом М. Ю. Сиркіна і були орієнтовані на зарубіжні наукові центри та сучасну методологію. Отримання обчислювальної техніки дало можливість проводити та обробляти результати масового психологічного тестування. Тестуванню підлягали рабфаківці, студенти вишів та школярі Харківа. За розпорядженням М. В. Фрунзе до програми досліджень були включені червоноармійці та курсанти. У 1925 р. тестуванням було охоплено 15 тис. людей.
Отримані дані свідчили про неоднорідність у розподілі інтелекту (IQ) у досліджених групах. Було виявлено, що діти «пролетарського» походження у деяких видах тестів показали порівняно гірші результати.
На основі результатів досліджень, Інститут запропонував проект так званого «навчального видвиження». Запропоновано проводити загальне тестування інтелектуального розвитку учнів початкових шкіл і квотувати місця для найбільш успішних у навчальних закладах вищих рівнів. Прямий економічний ефект, заснований на відмові від неефективних зусиль по навчанню малоздібних оцінювався в мільйони рублів. Ще більшу користь, за думкою дослідників, суспільство могло отримати від швидкого продвиження інтелектуально обдарованих учнів.
Цей проект викликав гострі заперечення з боку Н. К. Крупської. Фактично, він був у протиріччі з усією сформованою тоді системою соціальних ліфтів у ранньому СРСР, де перевага надавалася людям «пролетарського» походження, а видвиження здійснювалося по партійно-комсомольській лінії.

### Організаційний аналіз
З 1922 р. дослідники інституту активно розробляли метод організаційного аналізу за допомогою так званих функціографічних схем. На них наглядно відображалися шляхи, зв'язки, затрачений час та завантаженість ланок операційних ланцюгів різних організацій.
На практиці, були досліджені діяльність Харківської біржі праці, Губфінвідділу, харківських кооперативів Вукоопспілки (ВУКС), ХРЦ та «Ларёк». Проводився хронометраж, виявлялися «вузькі місця» в організації роботи досліджуваних організацій, надлишкові та дублюючі форми документації, зайві операції та посади. Складалися нормальні операційні схеми діяльності підприємств. Інститутом розроблялися та пропонувалися замовникам оновлені схеми виробничих процесів. Наприклад, у Губфінвідділі пропонувалося зменшити кількість інстанцій проходження документів з 5-ти до 2-х, 3 форми документів — однією. Експеримент у травні — серпні 1924 р. показав, що за новою схемою роботи черги повністю усунулися, процес прийому документів прискорювався в 4 рази при тій ж кількості зайнятого персоналу.
Замовлення на обстеження кооперативів було спрямоване на відповідь, чому клієнти стали відмовлятися від їх послуг, переходячи до некооперованих продавців-частників. Проведений хронометраж показав, що лише 10 — 15 % часу, що йшов на виконання замовлення витрачалося продуктивно — на вибірку та пакування товару, розрахунок та документування; інші ж 75 % часу або 30 годин йшли на «очікування до та після операції», тобто губилося під час проходження формально-контрольних інстанцій. Розроблений фахівцями інституту у червні 1924 р. проект «раціоналізації» роботи ВУКСа скорочував кількість інстанцій з 28 до 9, з них обов'язкових для клієнта 6, кількість документів з 16 до 6, кількість операторів з 20 до 8. Час виконання заявки скорочувався в 7 — 8 разів. Проект включав нормальну операційну схему, форми документів та інструкції. В ВУКСі проект інституту зустрів «надзвичайно вороже ставлення з боку відповідальних працівників ВУКСа та дуже співчутливо був прийнятий безпосередніми технічними виконавцями роботи». В результаті, правлінням було прийнято рішення про його повну реалізацію, але від участі в ній ХИТ був відсунутий.
Проект з дослідження обігу товарів у роздрібних мережах харківських кооперативів ХЦРК та «Ларёк» (45 і 40 роздрібних магазинів, які отримували постачання з центрального складу) був комплексний та включав раціоналізацію техніки ведення складського обліку (заміну цілісної фактури формою з відірваними квитанціями, перехід з книжкової системи на карткову, принцип диференціального обліку відпуску товарів за типами покупців), проект нормування запасів, зразки необхідних документів, інструкцій та штатів. Було зроблено два варіанти проекту, один з яких передбачав використання "". Впровадження нової системи обліку значно зменшувало обсяг товарного капіталу в обігу при більш ефективному регулюванні його асортименту в мережі. Механізація обліку робила його ще точнішим і здешевлювала майже вдвічі.

### Реорганізація податкового обліку
У 1925 році групою під керівництвом Е. Г. Либермана було запропоновано амбітний проект щодо реорганізації обліку податків у УССР та його переведення на механізовану основу. Пропонувалося спростити форми обліку окремих платежів, з урахуванням всіх деталей часу та місця платежу, категорії платника, виду податку та розміру платежу. Ці дані мали надходити до центральної станції НКФ і там механічно реєструватися, сортуватися за будь-якими необхідними групами, підраховуватися та виводитися у вигляді таблиць та відомостей фіскального, статистико-бюджетного та касового бухгалтерського обліку. Основна задача — забезпечити оперативність та точність обліку. Місцеві фінансові органи (каси та фінансові відділи) звільнялися від трудомісткої первинної обробки та ведення податкової звітності. Кількість касирів розширювалася за рахунок поштових, банківських та сберігательних кас. Кваліфіковані співробітники податкових органів звільнялися від нехарактерних для них касових та банківських функцій. НКФ отримав можливість оперативного статистичного аналізу податкових надходжень з глибиною, недосяжною при попередньому порядку. Проект був прибутковим; його впровадження окупалося вже у перший рік роботи. Суттєво, проект адаптував аналогічну систему податкового обліку, яка діяла у Великій Британії, Бельгії та впроваджувалася в Німеччині.
У жовтні 1925 року О. Г. Либерман та завідувач Організаційного відділу НКФ УССР Любимов були відряджені до Москви для захисту проекту. Згідно результатів обговорення, було визнано, що реалізація проекту є дуже перспективною, а спірні питання можна вирішити лише на практиці. Однак, проект так і не був реалізований — через чергове скорочення імпортного плану не вистачило коштів для закупівлі потрібного обладнання для обліку.

### Машинний облік
У 1925 році групою під керівництвом О. Г. Лібермана були розпочаті роботи з оптимальної організації та механізації обліку на промислових підприємствах. Через «валютні ускладнення» були зірвані рентабельні проекти механізації обліку на металургійних підприємствах Дніпропетровська та на шахті «Американка». Роботи на харківському заводі сільськогосподарського машинобудування «Серп і молот» (заводи фірм Гельферіх-Саде та Мельгозе до їхньої націоналізації) був довшим.
Керівництву «Серпа і молота» було запропоновано проект організації заводського обліку. Передбачалося, що він не лише буде менш трудомістким і ефективним, але і дастиме аналітичні можливості для аналізу виробництва та його подальшої раціоналізації. У 1925 році на підприємстві була створена перша в СРСР машинолічільна станція, де оброблялися масові матеріали заводського обліку.
У 1927 році О. Г. Ліберман запропонував оновлену систему нормативного виробничого обліку, схоже, адаптованою версією системи Standard costing від  J.C. Harrison. У пропозиції Лібермана система нормативного обліку була поєднана з господарським розрахунком підрозділів заводу. Підрозділи заводу мали мати власний баланс і отримувати матеріальну винагороду у випадку, якщо реальні виробничі витрати були менші за нормативні.
Реалізація проекту також зіткнулася з труднощами. Керівництво заводу не проявляло інтересу до проекту і не встигало з освоєнням виділених в рамках політики індустріалізації інвестицій. Проблемою було встановлення первинного обліку, який зіткнувся з надзвичайно низькою культурою виробництва і управління, а також з переважанням низько кваліфікованої і недостатньо оплачуваної праці. Спроби тиску на підприємство з боку НК РСІ УРСР не принесли успіху.

### Індустріальне поліводство
Проект реалізовувався під керівництвом Ф. Р. Дунаєвського. Його основна ідея полягала в організаційній перебудові сільського господарства півдня України на основі кваліфікованої праці та нової техніки для досягнення максимального економічного ефекту.
На державній власності земельних масивах півдня України пропонувалося створити великі, спрямовані на вирощування зернових, державні підприємства. Їхньою основою мали служити тракторні станції. Використання тракторної техніки на великих земельних масивах потребувало поєднання нової техніки з кваліфікованою працею трактористів та механіків і з раціональними сівозмінами. Згідно проведеним розрахункам, у таких господарствах різко знижувалися трудомісткість та виробничі витрати, етапно зростала врожайність. За розрахунками, оптимальним було господарство, яке використовувало 5 тракторних загонів по 10 упряжок і обробляло 7500 десятин силами 100 працівників. Організація такого господарства потребувала 500 тис. рублів капіталовкладень. Навіть без радикального удосконалення агрокультури, тракторні господарства мали високі показники товарності і рентабельності при набагато (в 43 рази) вищій продуктивності праці.
Пропозиції Ф. Дунаєвського повністю відповідали практиці «Форда сільського господарства», «зернового короля»  Т. Кемпбелла, який створив у 1922 р. аналогічне господарство у штаті Монтана (США). Характеристики господарства Campbell Farming Corporation згадуються у роботах Дунаєвського.
Економічний ефект передбачався на рівні окремих господарств та в масштабах економіки країни в цілому. Маси зерна, додатково отримані господарствами, істотно збільшили б зерновий фонд країни. Відступала загроза голоду, зростали експортні можливості. Механізовані господарства Дунаєвського передбачали використання найманої праці трактористів, механіків та агрономів. Передбачалося, що це змінить всю структуру сільськогосподарського виробництва — центральною фігурою зернового господарства ставав би високооплачуваний найманий спеціаліст, традиційні селянські господарства переходили б до не-зернової спеціалізації та також підвищували свій дохід на високодохідних культурах.
Проект не був реалізований. Під час колективізації спеціалісти ХІТ були залучені Зернотрестом для впровадження в радгоспах аналітичного обліку. Результати обмежилися невеликими пропозиціями. Наприклад, було сконструйовано оригінальний автоматичний керосинометр для трактора.